# ششتي هولمن
ششتي هولمن (بالنرويجية: Kjersti Holmen)‏ (و. 1956 – م) هي ممثلة من النرويج، ولدت في أوسلو.

## التعليم
تعلّمت في أكاديمية أوسلو الوطنية للفنون.

## جوائز
حصلت على جوائز منها:
- جائزة لجنة أماندا الشرفية ‏ (2009)
- جائزة أماندا لأفضل ممثلة  [لغات أخرى]‏، عن عمل: أس أو أس [الإنجليزية]‏ و عالم صوفي [الإنجليزية]‏ (2000)
- وسام القديس أولاف.

## وصلات خارجية
- ششتي هولمن على موقع IMDb (الإنجليزية)
- ششتي هولمن على موقع ألو سيني (الفرنسية)
- ششتي هولمن على موقع أول موفي (الإنجليزية)
- ششتي هولمن على موقع قاعدة بيانات الأفلام السويدية (السويدية)
- ششتي هولمن على موقع ديسكوغز (الإنجليزية)
- ششتي هولمن على موقع قاعدة بيانات الفيلم (الإنجليزية)
- ششتي هولمن على موقع كينوبويسك (الروسية)